# Bundesautobahn 113
Bundesautobahn 113 eller A 113 er en motorvej i Tyskland. Den forbinder det sydøstlige Berlin med den ydre motorring A 10. Den kaldes også Teltowkanal-Autobahn.